# Giancarlo Baghetti
Giancarlo Baghetti, italijanski dirkač Formule 1, * 25. december 1934, Milano, Italija, † 27. november 1995, Milano, Italija.
Giancarlo Baghetti je pokojni italijanski dirkač Formule 1. Kariero v Formuli 1 je začel v sezoni 1961 pri Ferrariju, ko je že na svoji prvi dirki za Veliko nagrado Francije presenetljivo dosegel zmago, ki je bila tudi njegova edina v karieri. Še vedno je edini dirkač v zgodovini Formule 1 z zmago na svoji prvi dirki, če ne štejemo Nina Farino, ki je zmagal na sploh prvi dirki v zgodovini Formule 1, Veliki nagradi Velike Britanije 1950. V naslednji sezoni 1962 je še dosegel dve uvrstitvi v točke, za četrto in peto mesto, nato pa nikoli več do upokojitve po sezoni 1967. Leta 1995 je umrl za posledicami raka.

## Popolni rezultati Formule 1

### Prvenstvene dirke
(legenda) (odebeljene dirke pomenijo najboljši štartni položaj, poševne pa najhitrejši krog, †-uvrščen kljub odstopu)
| Leto | Moštvo                      | Šasija           | Motor       | 1     | 2       | 3       | 4     | 5      | 6       | 7       | 8       | 9       | 10  | 11  | Prv | Toč |
| ---- | --------------------------- | ---------------- | ----------- | ----- | ------- | ------- | ----- | ------ | ------- | ------- | ------- | ------- | --- | --- | --- | --- |
| 1961 | FISA                        | Ferrari 156      | Ferrari V6  | MON   | NIZ     | BEL     | FRA 1 |        |         |         |         |         |     |     | 9.  | 9   |
| 1961 | Scuderia Sant Ambroeus      | Ferrari 156      | Ferrari V6  |       |         |         |       | VB Ret | NEM     | ITA Ret | ZDA     |         |     |     | 9.  | 9   |
| 1962 | Scuderia Ferrari            | Ferrari 156      | Ferrari V6  | NIZ 4 | MON     | BEL Ret | FRA   | VB     | NEM 10  | ITA 5   | ZDA     | JAR     |     |     | 11. | 5   |
| 1963 | Automobili Turismo e Sport  | ATS 100          | ATS V8      | MON   | BEL Ret | NIZ Ret | FRA   | VB     | NEM     | ITA 15  | ZDA Ret | MEH Ret | JAR |     | -   | 0   |
| 1964 | Scuderia Centro Sud         | BRM P57          | BRM V8      | MON   | NIZ 10  | BEL 8   | FRA   | VB 12  | NEM Ret | AVT 7   | ITA 8   | ZDA     | MEH |     | -   | 0   |
| 1965 | Brabham Racing Organisation | Brabham BT7      | Climax V8   | JAR   | MON     | BEL     | FRA   | VB     | NIZ     | NEM     | ITA Ret | ZDA     | MEH |     | -   | 0   |
| 1966 | Reg Parnell Racing Ltd      | Ferrari Dino 246 | Ferrari V6  | MON   | BEL     | FRA     | VB    | NIZ    | NEM     | ITA NC  | ZDA     | MEH     |     |     | -   | 0   |
| 1967 | Team Lotus                  | Lotus 49         | Cosworth V8 | JAR   | MON     | NIZ     | BEL   | FRA    | VB      | NEM     | KAN     | ITA Ret | ZDA | MEH | -   | 0   |

### Neprvenstvene dirke
| Leto | Moštvo                   | Šasija      | Motor             | 1       | 2       | 3       | 4       | 5     | 6       | 7   | 8     | 9     | 10  | 11  | 12  | 13      | 14  | 15  | 16    | 17  | 18  | 19  | 20    | 21  | 22  | 23  |
| ---- | ------------------------ | ----------- | ----------------- | ------- | ------- | ------- | ------- | ----- | ------- | --- | ----- | ----- | --- | --- | --- | ------- | --- | --- | ----- | --- | --- | --- | ----- | --- | --- | --- |
| 1961 | FISA                     | Ferrari 156 | Ferrari V6        | NZL     | LOM     | GLV     | PAU     | BRX   | VIE     | AIN | SYR 1 | NAP 1 | LON | SIL | SOL | KAN     | DAN | MOD | FLG   | OUL | LEW | AVS |       |     |     |     |
| 1961 | Scuderia Sant Ambroeus   | Porsche 718 | Porsche Flat-4    |         |         |         |         |       |         |     |       |       |     |     |     |         |     |     |       |     |     |     | VAL 1 | RAN | NAT | JAR |
| 1962 | Scuderia Ferrari         | Ferrari 156 | Ferrari V6        | CAP     | NZL     | BRX     | LOM     | LAV   | GLV     | PAU | AIN 4 | INT   | NAP | MAL | CLP | RMS DNA | SOL | KAN | MED 2 | DAN | OUL | MEH | AVS   | RAN | NAT |     |
| 1963 | Ecurie Filipinetti       | Lotus 21    | Climax Straight-4 | LOM     | GLV     | PAU     | IMO DNQ | SYR   | AIN     | INT | ROM   | SOL   | KAN | MED | AVT | OUL     | RAN |     |       |     |     |     |       |     |     |     |
| 1964 | Scuderia Centro Sud      | BRM P57     | BRM V8            | DMT DNS | NWT 9   | SYR Ret | AIN 9   | INT 8 | SOL     | MED | RAN   |       |     |     |     |         |     |     |       |     |     |     |       |     |     |     |
| 1965 | Scuderia Centro Sud      | BRM P57     | BRM V8            | CST     | ROC     | SYR     | SMT     | INT   | MED Ret | RAN |       |       |     |     |     |         |     |     |       |     |     |     |       |     |     |     |
| 1966 | Anglo-Suisse Racing Team | Lotus 33    | BRM               | JAR     | SYR Ret | INT     | OUL     |       |         |     |       |       |     |     |     |         |     |     |       |     |     |     |       |     |     |     |